# Dacus brevistriga
Dacus brevistriga är en tvåvingeart som beskrevs av Walker 1861. Dacus brevistriga ingår i släktet Dacus och familjen borrflugor. Inga underarter finns listade i Catalogue of Life.